# 이니고 파스쿠알
이니고 파스쿠알(Iñigo Pascual, 1997년 9월 14일 ~ )는 필리핀의 배우, 가수이다.